# John Charles Prince

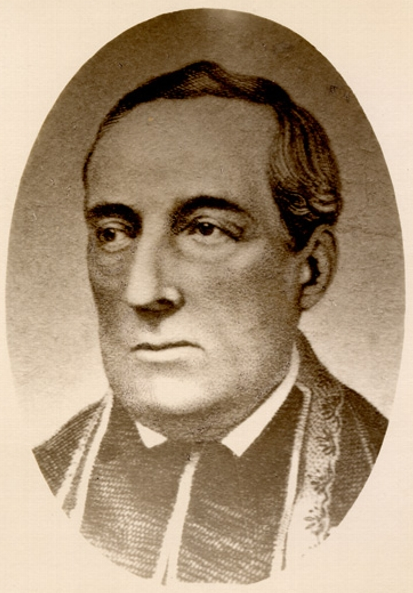

John Charles Prince, auch Jean-Charles Prince, (* 13. Februar 1804 in Saint-Grégoire, Niederkanada, heute Kanada; † 5. Mai 1860 in Saint-Hyacinthe, Québec) war ein kanadischer Bischof der römisch-katholischen Kirche.
Am 23. September 1826 weihte Jean-Jacques Lartigue PSS, Weihbischof in Québec, ihn zum Priester.
Am 5. Juli 1844 ernannte Papst Gregor XVI. ihn zum Koadjutorbischof von Montréal und Titularbischof von Martyropolis. Am 25. Juli 1845 weihte Ignace Bourget, Bischof von Montréal, ihn in Montréal zum Bischof. Mitkonsekratoren waren Michael Power, Bischof von Toronto, und Pierre-Flavien Turgeon, Koadjutorerzbischof von Québec.
Am 8. Juni 1852 ernannte Papst Pius IX. ihn zum ersten Bischof von Bistum Saint-Hyacinthe. Die Inthronisation erfolgte am 3. November 1852.